# Brigadni general (Kanada)
Brigadni general (angleško Brigadier-General, okrajšava: BGen in francosko brigadier-général, okrajšava: Bgén; dobesedno: Brigadir-general) je najnižji generalski vojaški čin v Kanadskih oboroženih silah za pripadnika Kanadska kopenska vojska in Kraljevo kanadsko vojno letalstvo.
Čin brigadnega generala je enakovreden činu komodorja v Kraljeva kanadska vojna mornarica. Sam čin je bil uveden leta 1968, ko je bila izvršena unifikacija Kanadskih oboroženih sil, pri čemer je zamenjal dotedanji čin brigadirja. Nižji čin je polkovnik in višji čin je generalmajor. 
Oznaka čina je:
- epoleta ali naprsna oznaka: na kateri se nahaja krona svetega Edvarda, prekrižana sablja in maršalska palica ter en javorjev list[1];
- narokavna oznaka: ena široka črta;
- šilt na službenem pokrivalu ima dve vrsti zlatih hrastovih listov (kopenska vojska) oz. zlata obroba na koncih pokrivalih za ušesa (vojno letalstvo).

V skladu s Natovim standardom STANAG 2116 čin spada v razred OF-6 in velja za enozvezdni čin, kljub temu da ima oznaka namesto zvezde javorjev list.

## Galerija

### Oznake čina brigadnega generala Poveljstva zemeljske komponente Kanadskih oboroženih sil
- Oznake čina brigadnega generala Poveljstva zemeljske komponente Kanadskih oboroženih sil
- Tunika paradne uniforme - rama
- Tunika paradne uniforme - rokav

### Oznake čina brigadnega generala Zračnega poveljstva Kanadskih oboroženih sil
- Oznake čina brigadnega generala Zračnega poveljstva Kanadskih oboroženih sil
- Tunika paradne uniforme - rama
- Tunika paradne uniforme - rokav

## Načini nazivanja
Brigadni generali so ustno nazvani kot General in ime, kot so tudi vsi ostali častniki z generalskim činom; po tem uvodnem nazivu pa se uporablja Sir (gospod) oz. Ma'am (gospa). V francoščini podrejeni po uvodnem nazivu uporabljajo mon général (moj general). Brigadni generali so po navadi upravičeni do uporabe štabnega avtomobila. 